# Monika Martin
Monika Martin, pseudonimo di Ilse Bauer (Graz, 7 maggio 1962), è una cantante austriaca, dedita principalmente ai generi Schlager e folk e professionalmente in attività (come solista) dalla metà degli anni novanta.
Nel corso della sua carriera, ha pubblicato una trentina di album, tre dei quali sono stati certificati disco d'oro in Austria. Tra i suoi brani di maggiore successo, figurano La luna blu, Lass die Träume nie verloren geh'n, My Love, Heute fühl' ich mich wie zwanzig, Jedes Ende ist ein Beginn, Wir dürfen träumen davon, ecc.
Ha ottenuto per tre volte (2006, 2007, 2008) la nomination ai premi Echo.

## Biografia
Ilse Bauer, in seguito nota con lo pseudonimo Monika Martin, nasce a Graz il 7 maggio 1962.
All'età di 10 anni, entra a far parte del coro dell'Opera di Graz.
A metà degli anni ottanta, diventa la cantante del gruppo Heart Breakers.
Nel 1995, pur non abbandonando la sua carriera di insegnante di disegno decide di intraprendere la carriera da solista e nello stesso anno firma il suo primo contratto discografico. Sempre in quell'anno pubblica la sua prima hit, La luna blu, brano con cui partecipa all'XI edizione del Grand Prix der Volksmusik, ottenendo il sesto posto; l'anno seguente pubblica l'omonimo album di debutto.
La sua popolarità attraversa i confini del proprio Paese a partire dal 1998, grazie alla vittoria nella Superhitparade della ZDF.
Nel 2006 ottiene una nomination al premio Echo. Nello stesso anno, partecipa nuovamente al Grand Prix der Volksmusik.
Ottiene quindi la nomination al premio Echo anche nei due anni successivi.

## Discografia parziale

### Album
- 1996: La luna blu
- 1997: Immer nur Sehnsucht
- 1999: Klinge mein Lied
- 2000: Mein Liebeslied
- 2001: Napoli Adieu
- 2002: Mein Gefühl
- 2002: Stilles Gold - Das Beste von Monika Martin
- 2003: Himmel aus Glas
- 2004: Eine Liebe reicht für zwei
- 2004: Ave Maria - Lieder zur stillen Zeit
- 2005: Schmetterling d'Amour
- 2005: Meine Lieder, meine Träume (DVD)
- 2006: Heute fühl ich mich wie zwanzig
- 2007: Aloha Blue
- 2008: Und ewig ruft die Liebe
- 2009: Du hast mich geküsst
- 2010: Wir dürfen träumen davon
- 2012: Ein Leben lang vielleicht
- 2013: Hinter jedem Fenster
- 2015: Mit Dir
- 2016: Sehnsucht nach Liebe
- 2018: Für immer

## Premi e nomination
- 2006: Nomination all'Echo[1][3]
- 2007: Nomination all'Echo[1]
- 2008: Nomination all'Echo[1]